# Der Wind des Bösen
Der Wind des Bösen ist der fünfte Kriminalroman von Tony Hillerman. Unter dem Titel The Dark Wind erschien er 1982 in englischer Sprache, deutschsprachig erstmals 1984 im Goldmann Verlag zunächst unter dem Titel: Karo Drei. Alle späteren deutschsprachigen Ausgaben erschienen unter dem Titel Der Wind des Bösen.

## Kontext
Der Wind des Bösen ist ein Ethno-Krimi. Ort der Handlung ist, wie in den vorangegangenen Romanen, der Nordosten des US-Bundesstaates Arizona und dort die dünn besiedelten Navajo Nation Reservation. Zentrale Figur und Ermittler ist der Polizist „Officer Jim Chee“ (Kriegername: „Tiefer Denker“), ein Navajo (auch: Dinee, „Volk“) und Beamter der Navajo Tribal Police (Polizei der Navajo Nation Reservation). Er wurde seit dem vorhergehenden Roman, Tod der Maulwürfe, vom Polizeiposten Crownpoint nach Tuba City versetzt. Im Gegensatz zum Namen ist das eine kleine Siedlung. Dort lebt er in einem Camper, den er abseits des bebauten Areals abgestellt hat, um alleine sein zu können. Er möchte gern Yaatalii werden, einer, der die rituellen Gesänge beherrscht, die eingesetzt werden, wenn ein Mensch mit sich und seiner Umwelt nicht mehr im Einklang lebt und deshalb erkrankt. Ein Onkel von ihm, der die Gesänge beherrscht, spricht sie ihm auf Kassette und er übt in seinem Camper und während der langen Autofahrten in seinem flächenmäßig riesigen Zuständigkeitsbereich.
Dem Roman liegt zum einen erneut die Spannung zu Grunde, die durch die Begegnung „weißer“ und indianischer Kultur entsteht.

„Es mußte einen Grund geben, warum er das Geld haben wollte […] Einen Grund der in Wests Wesen verankert war. In der Gedankenwelt eines weißen Mannes.“

Das Verbrechen wird aus der „weißen“ Kultur in die indianische Welt hineingetragen – ähnlich wie in dem vorangegangenen Roman. Konkret sind das hier Rauschgifthandel und Rache für einen Mord. Das Showdown kulminiert während eines Initiationsrituals der Hopi, bei dem Außenstehende eigentlich gar nicht anwesend sein dürfen. Zum anderen nimmt die Spannung zwischen den unterschiedlichen indianischen Kulturen der Navajos und der Hopis breiten Raum ein. Breiten Raum nehmen – wie bei den Vorgänger-Romanen auch – die Darstellung der Landschaft und die Naturphänomene im Reservat ein.
Zwei Handlungsstränge aus dem Vorgängerroman spielen keine Rolle mehr: Die sich dort anbahnende Liebe zwischen Jim Chee und der Lehrerin Mary Landon und das Angebot des FBI an Jim Chee, dort zu arbeiten.

## Personen
- Officer Jim Chee
- Deputy Sheriff Albert Dashee junior, genannt „Cowboy“, Kollege von Jim Chee bei der Hopi-Polizei mit dem indianischen Namen Angushtiyo (=„Crow Boy“)
- Captain Largo, Vorgesetzter von Jim Chee, in der regionalen Polizeidienststelle Window Rock
- Johnson, ein Beamter der Drogenfahndung, der bei seinen Ermittlungen vor nichts zurückschreckt
- Pauling, Pilot mit einem verdächtigen Flugauftrag
- Gail Pauling, seine Schwester
- Ben Gaines, sein Rechtsanwalt
- Richard (Dick) Palanzer, Drogenhändler
- Albert Lomatewa, ein in rituellen Dingen sehr bewanderter Hopi
- Jake West, Inhaber des Handelspostens Burnt Water
- Thomas Rodney West, dessen Sohn mit krimineller Vergangenheit, befreundet mit
- Joseph Musket, einem Hopi mit ebenfalls krimineller Vergangenheit und ehemals Angestellter des Handelspostens Burnt Water

## Handlung
Ein Windrad, das Wasser fördern soll, wird nachts immer wieder zerstört. Es liegt in einem Teil des Reservats, der kürzlich aufgrund eines Gerichtsbeschlusses von den Navajo geräumt und an die Hopi abgetreten werden musste. Jim Chee liegt hier auf der Lauer, um den Täter auf frischer Tat zu ertappen. Stattdessen wird er Zeuge, wie ganz in der Nähe ein Flugzeug, das in der Dunkelheit landet, abstürzt. Schnell ergibt sich der Verdacht, dass damit eine große Menge Rauschgift transportiert wurde. Das Rauschgift aber bleibt nach dem Absturz verschwunden. Jim Chee hat bald den Verdacht, dass die offizielle Ermittlung der Drogenfahndung versagt. Der Fall unterliegt aber nicht der Zuständigkeit der Navajo-Polizei und sein Vorgesetzter verbietet ihm strengstens, sich dort einzumischen. Also kümmert er sich weiter um die Sachbeschädigung an dem Windrad und ermittelt nur heimlich „nebenbei“ auch nach dem verschwundenen Rauschgift.

## Bezug zu anderen Werken
Die Kriminalromane von Tony Hillerman bauen sich um indianische Kultur auf. Er setzt mit Der Wind des Bösen die Serie fort, die er mit seinen ersten vier Ethno-Krimis begonnen hat. In den ersten drei Romanen war Joe Leaphorn zentrale Figur und Ermittler. Ab dem vierten ist es Jim Chee. Die beiden unterscheiden sich in ihrer Ermittlungstaktik: Joe Leaphorn sucht Fakten, Jim Chee erkundet eher die Motivation der Beteiligten. Hat er selbst innere Harmonie erreicht, ist er ein guter Jäger und Polizist. Dann versteht er das Motiv des Täters, den er verfolgt.

„Die Windmühle würde wieder zerstört werden – so sicher, wie morgen früh wieder die Sonne aufging. Eine innere Stimme sagte es Chee, und er wusste, dass er nichts tun konnte, um es zu verhindern.“

Die Fortsetzung der Reihe ist der Kriminalroman Das Tabu der Totengeister (The Ghostway).

## Ausgaben
- Englischsprachige Erstausgabe: The Dark Wind. 1982, ISBN 0-06-014936-1.
- Deutschsprachige Ausgaben:
  - Unter dem Titel: Karo Drei. Goldmann, München 1984, ISBN 3-442-05462-1.
  - Unter dem Titel: Wind des Bösen.
    - Rowohlt Verlag, Hamburg 1989, ISBN 3-499-42849-0. Nachdrucke: 1991, 1992,
    - „genehmigte Taschenbuchausgabe“: Goldmann, München 1996, ISBN 3-442-42758-4.
    - „genehmigte Ausgabe“, Doppelausgabe, zusammen mit „Schüsse aus der Steinzeit“. Goldmann Verlag, München 1997, ISBN 3-442-13174-X.
    - Neuausgabe. Rowohlt Verlag, Hamburg 2000, ISBN 3-499-22864-5.
    - Neuausgabe. Rowohlt Verlag, Hamburg 2017, ISBN 978-3-688-10123-8.